# Шампињи су Варен
Шампињи су Варен (фр. Champigny-sous-Varennes) насеље је и општина у североисточној Француској у региону Шампањ-Арден, у департману Горња Марна која припада префектури Лангр.
По подацима из 2011. године у општини је живело 128 становника, а густина насељености је износила 21,92 становника/km². Општина се простире на површини од 5,84 km². Налази се на средњој надморској висини од 360 метара.

## Демографија
| 1962. | 1968. | 1975. | 1982. | 1990. | 1999. | 2011. |
| ----- | ----- | ----- | ----- | ----- | ----- | ----- |
| 120   | 138   | 123   | 120   | 131   | 103   | 128   |

График промене броја становника у току последњих година